# جاو جونجه
جاو جونجه (بالصينية: 肇俊哲) (مواليد 19 أبريل 1979) هو لاعب كرة قدم. يلعب مع منتخب الصين لكرة القدم. سبق له أن لعب في كأس العالم لكرة القدم مع منتخب بلاده.

## روابط خارجية
- جاو جونجه على موقع الاتحاد الدولي (مؤرشف)  (الإنجليزية)
- جاو جونجه على موقع قاعدة بيانات كرة القدم.إي يو (الإنجليزية)
- جاو جونجه على موقع ناشيونال فوتبول تيمز (الإنجليزية)